# Emil Bäcklin
Carl Emil Bäcklin, född 2 december 1859 i Nyköping, död 19 oktober 1932 i Göteborg, var en svensk läkare och naturvårdspionjär.
Emil Bäcklin var son till handlaren och riksdagsmannen Johan Bäcklin. Efter mogenhetsexamen i Nyköping 1880 blev han medicine kandidat vid Uppsala universitet 1886 och medicine licentiat vid Karolinska Institutet i Stockholm 1891. Från 1891 var Bäcklin praktiserande läkare med magspecialitet i Göteborg. Han var en framstående naturkännare och flitigt verksam som fältbotaniker, växtfotograf och naturvän. Han gjorde sina främsta insatser inom Svenska naturskyddsföreningen och dess göteborgskommitté, och bidrog till genomförandet av flera naturskyddsåtgärder. Bäcklin var från 1920 Svenska naturskyddsföreningens första och länge dess enda hedersledamot.